# الفرق بين الفلسفتين الديموقريطية والأبيقورية عن الطبيعة (كتاب)
الفرق بين الفلسفتين الديموقريطية والأبيقورية عن الطبيعة (بالألمانية: Differenz der demokritischen und epikureischen Naturphilosophie)‏ هو كتاب من ألفه الفيلسوف الألماني كارل ماركس وكان أطروحة الدكتوراة للجامعة. أنجز في عام 1841، على أساس هذا العمل  حصل ماركس على درجة الدكتوراه. كانت الأطروحة دراسة مقارنة بين مذهب ديموقريطوس الذري ومذهب أبيقور عن Contingency.
كان مستشار أطروحته رفيقه الهيغلي الشاب وصديقه الشخصي، برونو باور.